# Мариане Тейсен
Мариане Леони Петрус Тейсен (на нидерландски: Marianne Leonie Petrus Thyssen) е белгийски политик от партията Християндемократически и фламандски.
Тя е родена на 24 юли 1956 година в Синт Гилис Вас, Източна Фландрия. През 1979 година завършва право в Льовенския католически университет, след което работи като юрист в християндемократически обществени организации. През 1991 година е избрана за депутат в Европейския парламент, през 2008 – 2010 година е председател на Християндемократически и фламандски.
От 2014 година е Европейски комисар по заетостта, социалните въпроси и включването.